# 千種區
千種區（日语：／ Chikusa ku */?）為位於日本愛知縣名古屋市東北部的區。轄區大致位於鐵路中央本線以東，北矢田川，東至尾張丘陵旁。區內西部區域為名古屋市內的主要商業區，北部以住宅區為主。

## 歷史
在令制國時代時本地屬於尾張國愛知郡，16世紀中織田信秀曾在此建立末森城，後來也成為織田信勝對抗其兄長織田信長的據點。
17世紀進入江戶時代後，大部分區域都成為尾張藩的領地，19世紀末明治維新實施廢藩置縣後改隸屬名古屋縣，在1872年的第一次府縣整併後繼續隸屬新整併而成的名古屋縣，而名古屋縣在四個月後更名為愛知縣。
1878年名古屋城下的區域設立為名古屋區，名古屋區在1889年成為名古屋市，而現在的千種區在當時仍未屬於名古屋市，而是分屬千種村、鍋屋上野村、田代村、豬子石村；其中千種村在1902年升格改制為千種町，鍋屋上野村和田代村在1906年合併為東山村，豬子石村也在1906年合併為豬高村。
千種町和東山村在1921年被併入名古屋市，最初被劃入東區，直到1937年名古屋市將東區位於鐵路中央本線以東的區域，包括舊千種町及東山村的範圍畫出新設為千種區；1955年豬高村被併入名古屋市後，最初也是被劃入千種區，在1975年原豬高村的區域除西北部仍保留在千種區外，其餘區域則劃出新設立名東區。

## 交通

### 鐵道
- 東海旅客鐵道
  - 中央本線：（←名古屋市中區） - 千種站 - （名古屋市東區→）
- 名古屋市營地下鐵
  - 東山線：（←名古屋市東區) - 今池站 - 池下站 - 覺王山站 - 本山站 - 東山公園站 - 星之丘站 - （名古屋市名東區）
  - 名城線：（←名古屋市東區) - 茶屋坂站 - 自由丘站 - 本山站 - 名古屋大學站 - （名古屋市昭和區）
  - 櫻通線：（←名古屋市東區) - 今池站 - 吹上站 - （名古屋市昭和區）

## 外部連結
- （日語） 名古屋市千種区役所的Facebook專頁